# Sympetrum ambiguum

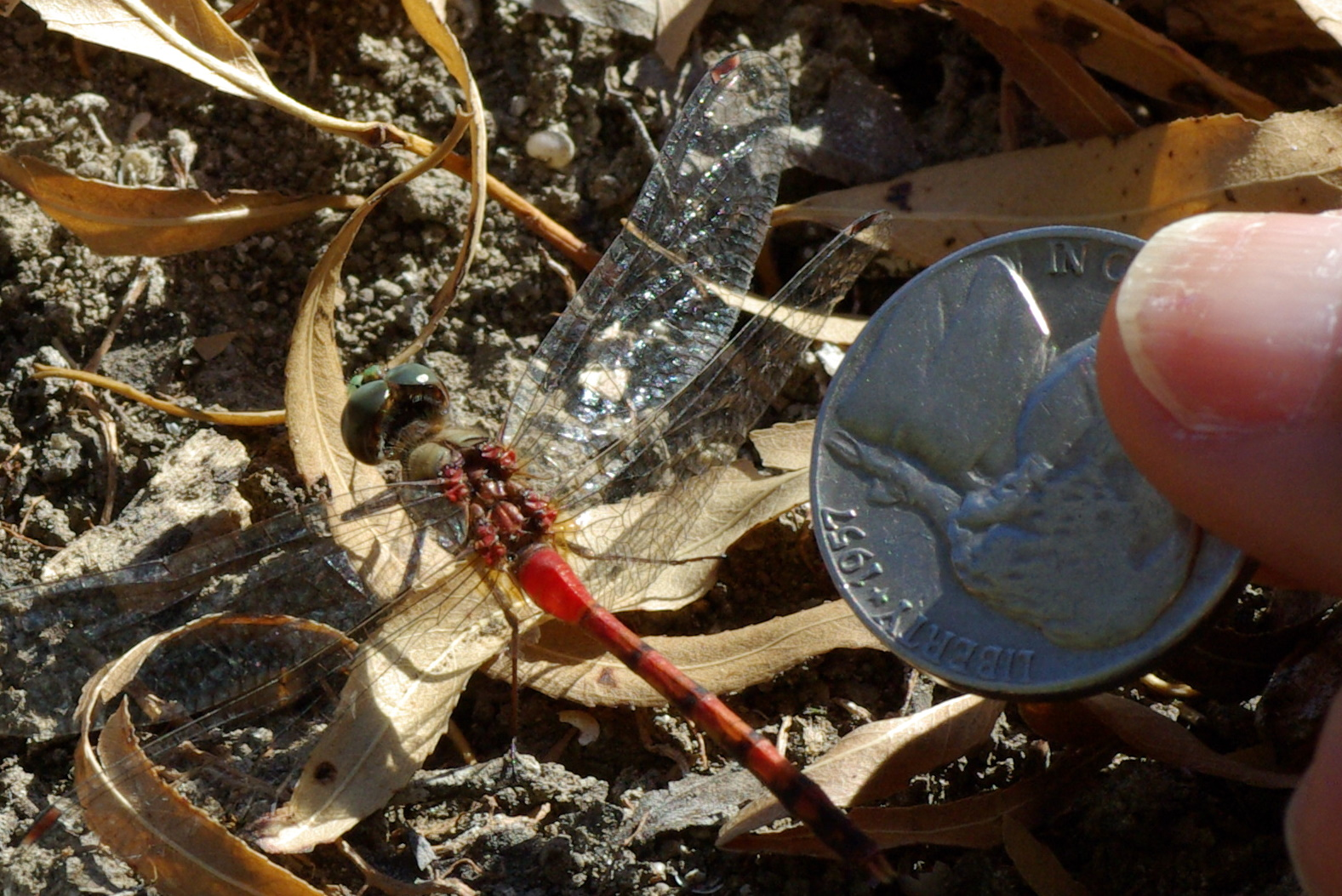
Sympetrum ambiguum im Größenvergleich

Sympetrum ambiguum ist eine Libellenart der Gattung Heidelibellen (Sympetrum) aus der Unterfamilie Sympetrinae. Sie kommt im Südosten Kanadas und dem Osten der USA, westlich bis nach Texas vor.

## Merkmale und Ernährung
Die Libellen erreichen eine Körperlänge von 31 bis 38 Millimetern, davon misst der Hinterleib 22 bis 25 Millimeter. Ihre Hinterflügelspannweite beträgt 26 bis 28 Millimeter. Sie haben ein weißes Gesicht, das auf der Oberseite bläulich gefärbt ist. Der Thorax ist graubraun oder olivgrün gefärbt und hat seitlich feine, braun gefärbte Nähte. Die Flügel sind durchsichtig und haben nur an ihrer Basis einen kleinen Fleck, an dem sie gelblich gefärbt sind. Die Costaladern der Flügel sind gelb und die Flügelmale sind braun und an beiden Enden gelblich. Die Beine sind hellbraun gefärbt, sind aber an den Gelenken etwas dunkler. Der Hinterleib der Weibchen und von jungen Männchen ist braun und trägt vom vierten bis zum neunten Segment, jeweils im hinteren Bereich, nicht scharf abgegrenzte, schwarze Ringe. Bei den Männchen färbt sich der Hinterleib später rot.

## Lebensraum
Die Tiere leben in teilweise beschatteten stehenden Gewässern, die auch zeitweise austrocknen können, wie z. B. in Tümpeln, Teichen und Sümpfen an Waldrändern.

## Lebensweise
Die Individuen von Sympetrum ambiguum sitzen gerne an Astspitzen und anderen exponierten Stellen, sie tun dies aber in einer größeren Höhe als andere Libellen. Sie richten dabei auch manchmal den Hinterleib steil nach oben. Die Paarung findet nahe am Boden in der Vegetation, manchmal sogar direkt am Boden statt. Die Weibchen legen ihre Eier ohne das Männchen, diese bewachen aber den Vorgang. Abgelegt werden sie entweder am Rand des Wassers oder auch inmitten von ausgetrockneten Gewässern. Sie können dort solange überdauern, bis diese sich wieder mit Wasser füllen.

### Flugzeiten
Sympetrum ambiguum fliegt von Mitte Mai bis Ende November.

## Belege